# جامعه اقتصادی کشورهای غرب آفریقا
جامعه اقتصادی کشورهای غرب آفریقا (ECOWAS، که در فرانسوی و پرتغالی به CEDEAO نیز شناخته می‌شود؛ (به انگلیسی: Economic Community of West African States))، یک منطقه سیاسی و اتحادیه اقتصادی از پانزده کشور واقع در غرب آفریقا است. در مجموع، مساحت این کشورها ۵٬۱۱۴٬۱۶۲ کیلو مربع و جمعیت آنها بیش از ۴۲۴٫۳۴ میلیون نفر تخمین زده می‌شود.
این سازمان به منظور ایجاد یک بازار مشترک و یک پول واحد و همچنین توسعه همکاری‌های سیاسی و امنیتی ایجاد شده است. ایجاد اِکُواس در واقع قدم مهمی به سوی ایجاد همکاری اقتصادی و وحدت بین کشورهای غرب آفریقا می‌باشد. سند حقوقی ایجاد اِکُواس معاهده ای است که در ۲۸ می ۱۹۷۵ در لاگوس (نیجریه) به وسیلهٔ سران دولت‌ها و حکومت‌های تعدادی از کشورهای آفریقای غربی امضا شده است. اجرای برخی از مفاد این معاهده نیاز به قواعد دیگری داشت و بنابراین پنج پروتکل نیز در ۵ نوامبر ۱۹۷۶ در لومه (توگو) منعقد شدند. این معاهده در ۱۹۹۳ در کوتونو (بنین) مورد بازنگری قرار گرفت. معاهده بازنگری شده از ۱۹۹۵ لازم‌الاجرا شده است.
اِکُواس در حال حاضر دارای پانزده عضو از میان کشورهای غرب آفریقا است؛ که عبارتند از:بنین، بورکینافاسو، جمهوری دماغه‌سبز، جمهوری ساحل عاج، جمهوری گامبیا، جمهوری غنا، جمهوری گینه، جمهوری گینه بیسائو، جمهوری لیبریا، جمهوری مالی، جمهوری نیجر، جمهوری فدرال نیجریه، جمهوری سنگال، جمهوری سیرالئون و جمهوری توگو.
هشت عضو از اِکُواس فرانسوی زبان هستند و همچنین پنج عضو انگلیسی زبان و دو عضو پرتغالی زبان هستند. تمام اعضای فعلی در ماه مه سال ۱۹۷۵ به جز کیپ ورد که در سال ۱۹۷۷ پیوستند به عنوان عضو بنیانگذار هستند. تنها عضو سابق اِکُواس موریتانی عربی است که یکی از اعضای بنیانگذار آن در سال ۱۹۷۵ بوده اما در ماه دسامبر ۲۰۰۰ تصمیم گرفت آن را ترک کند.
کشور مراکش رسماً در فوریه ۲۰۱۷ درخواست کرد تا به اِکُواس ملحق شود، این برنامه در نشست سران دولت در ژوئن ۲۰۱۷ تأیید شد.

## اهداف
اهداف اصلی معاهده کوتونو ایجاد یک بازار مشترک، گردش آزاد کالا و خدمات و افراد و سرمایه، ایجاد یک اتحادیه پولی، تأسیس نظام حل و فصل مخاصمات منطقه ای و تقویت همبستگی و خودکفایی جمعی می‌باشند. ایجاد وحدت اقتصادی در کلیه فعالیت‌های اقتصادی به ویژه در قلمروهای صنعتی و حمل ونقل و ارتباطات و انرژی و کشاورزی و منابع طبیعی مد نظر است.

## ساختار
- گردهمایی روسای دولتها و حکومتها

این رکن عالیترین نهاد اِکُواس می‌باشد، که در سال دو بار تشکیل جلسه می‌دهد؛ این مقام مسئولیت مدیریت کلی و نظارت بر سازمان را بر عهده دارد و از کلیه اختیارات ضروری برای تحقق اهداف اکواس برخوردار است.
- شورای وزیران

این شورا متشکل از وزرایی است که در کشور خود مسئول امور اِکُواس می‌باشند، ارائه توصیه‌نامه به مقام و تصویب برنامه و بودجه و سایر مسائل تفویضی از سوی مقام بر عهده شورای وزرا می‌باشد.
- دبیرخانه

در راس دبیرخانه یک دبیرکل اجرایی قرار دارد، که توسط مقام برای مدت چهار سال، با یکبار امکان تمدید انتخاب می‌شود. او در انجام وظایف خود توسط کمیسیون‌ها و کمیته‌های فنی و تخصصی مساعدت و یاری می‌شود.
- صندوق همکاری و جبران توسعه

این نهاد بر اساس سند لومه ایجاد شده است و صلاحیت ارائه کمک به کشورهای عضوی را که با مشکلات ناشی از اجرای معاهده مؤسس روبرو هستند را دارد. این صندوق همچنین مسئولیت تضمین وام‌های اهدایی برای اجرای طرح‌های تحقیقاتی و تضمین سرمایه‌گذاری خارجی در شرکت‌های ایجاد شده، توسط معاهده مؤسس اِکُواس در تشویق اجرای طرح‌های توسعه در کشورهای کمتر توسعه یافته عضو را بر عهده دارد.
- پارلمان جامعه

پارلمان اِکُواس یکصد و بیست عضو دارد، که مقررات مورد نیاز آن را تصویب می‌کند.
- دیوان دادگستری

دیوان دادگستری اِکُواس هم متشکل از هفت قاضی است. پارلمان و دیوان، توسط مقام به ترتیب در سال‌های ۲۰۰۰ و ۲۰۰۱ ایجاد شده‌اند و مقرّ هر دو، شهر آبوجا (نیجریه) می‌باشد و همچنین این سازمان به سه زبان انگلیسی، فرانسه و پرتغالی اداره می‌شود.
- شورای اقتصادی و اجتماعی

بالاخره اِکُواس دارای یک رکن مشورتی در قلمرو مسائل اقتصادی و اجتماعی نیز می‌باشد.

## موسسه‌های وابسته

### سازمان‌های مرتبط
اِکُواس سازمان‌های مرتبط در بخش خصوصی نیز دارد که عبارتند از:
- اکوبانک
- اکومرین

### بلوک‌های اِکُواس
اِکُواس شامل دو بلوک فرعی منطقه ای است.
اتحادیه اقتصادی و پولی آفریقای غربی (UEMOA) متشکل از ۸ کشور (بنین، بورکینافاسو، ساحل عاج، گینه بیسائو، مال، نیجر، سنگال، توگو)، عمدتاً فرانسوی زبان است که در داخل اِکُواس اتحادیه گمرکی و اتحادیه ارز را به اشتراک می‌گذارند.
اعضای UEMOA اغلب سرزمین‌های سابق فرانسوی‌ها در غرب آفریقا هستند که در سال ۱۹۹۴ تأسیس شده و در جهت مقابله با تسلط بر اقتصاد کشورهای انگلیسی زبان در بلوک (مانند نیجریه و غنا) قرار دارد. پولی که همه آن‌ها استفاده می‌کنند فرانک CFA است که به یورو وابسته است؛ که اهداف آن عبارتند از:
- رقابت بیشتر اقتصادی، از طریق بازارهای باز
- همگرایی سیاست‌ها و شاخص‌های کلان اقتصادی
- ایجاد یک بازار مشترک
- هماهنگ سازی سیاست‌های مالی

منطقه پولی آفریقای غربی (WAMZ)، که در سال ۲۰۰۰ شکل گرفت، شامل شش کشور (گامبیا، غنا، گینه، نیجریه، سیرالئون و لیبریا که در ۱۶ فوریه ۲۰۱۰ پیوست) به‌طور عمده انگلیسی زبان درون ECOWAS است که به منظور اتخاذ یک ارز واحد شکل گرفته است.
</nowiki>

## آژانس‌های تخصصی
آژانس‌های تخصصی این جامعه عبارتند از:
- سازمان بهداشت غرب آفریقا (WAHO)
- آژانس پول غرب آفریقا (WAMA)
- مؤسسه پول غرب آفریقا (WAMI)
- مرکز توسعه ورزش و جوانان اِکُواس (EYSDC)
- واحد همکاری منابع آبی (WRCU)
- کارت قهوه‌ای اِکُواس
- شبکه مشترک برق غرب آفریقا (WAPP)
- گروه عملگرای بین‌دولت‌ها علیه پولشویی و تغذیه مالی تروریسم در غرب آفریقا (GIABA)
- برنامه بهداشت منطقه غرب آفریقا (PRSAO)

## عملکرد
مهم‌ترین فعالیت اِکُواس در ابتدا شناخت مشکلات کشورهای عضو و همچنین آشنایی اقتصادی و بین الدولی و گروه‌های اقتصادی در این بخش از قاره آفریقا بود؛ بنابراین در بدو تأسیس اِکُواس همکاریهای امنیتی و سیاسی پیش‌بینی نشده بودند. همکاریها در این قلمروها، سرانجام در اصلاحیه سند مؤسس یعنی معاهده کوتونو پیش‌بینی شدند. اِکُواس در حال حاضر در این قلمروها هم فعالیت می‌کند. البته قبل از معاهده کوتونو به‌طور عملی فعالیت‌هایی در قلمروهای سیاسی و امنیتی وجود داشتند.
در حال حاضر نیروهای نظامی کشورهای عضو اِکُواس به ویژه نیجریه در عملیات‌های حفظ صلح شرکت فعال دارند. اِکُواس در پایان بخشیدن به جنگهای داخلی لیبریا و سیرالئون نقش مهمی ایفا نموده است.
از سال ۲۰۰۲ یک مأموریت نظامی مسئولیت نظارت بر وضعیت کشور ساحل عاج را در پی درگیری‌های خونین در آن کشور بر عهده گرفته است. همچنین این مأموریت برای لیبریا در سال ۲۰۰۳، گینه بیسائو در سال ۲۰۱۲، مالی در سال ۲۰۱۳ و گامبیا در سال ۲۰۱۷ اجرا شد.
بنابراین وضعیت امنیتی این بخش از از آفریقا قسمت اعظم فعالیتهای سیاسی اِکُواس را به خود اختصاص داده است.
اِکُواس در انجام فعالیتهای خود با سایر نهادها بویژه در غرب آفریقا همکاری می‌کند. همان‌طور که ملاحظه می‌شود، بروز بحرانهای مهم سیاسی و آشفتگی امنیتی در این بخش از آفریقا هنوز اجازه نداده‌اند تا کشورهای عضو اِکُواس بتوانند، واقعاً از ثمرات نهادی که ایجاد کرده‌اند؛ برخوردار شوند.
در سال ۲۰۱۱، اِکُواس طرح توسعه خود را برای دهه آینده، تحت عنوان چشم‌انداز ۲۰۲۰، در زمینه علم و فناوری ابلاغ کرد.